# Keegan Connor Tracy
Keegan Connor Tracy (Windsor, Ontario, Canadà, 3 de desembre del 1971) és una actriu canadenca.

## Biografia
Nascuda Tracy Armstrong, estudia psicologia a la Universitat Wilfrid-Llorer (Waterloo). Va passar un any a Europa treballant a Dublín, París i Niça. Va tornar més tard a la WLU per acabar els seus estudis. Es va traslladar a Vancouver, Colúmbia Britànica, on ha tingut totes les seves feines d'actriu. Mesura 1.60m. Ha llançat la seva pròpia companyia de producció - Drama Queen Produccions. Gràcies als seus anys a Europa, parla correctament francès, irlandès, rus i espanyol. Practica arts marcials (Pankration). És de la mateixa ciutat canadenca que l'actor James Doohan (Star Trek). Ha treballat amb Victor Formosa a Da Vinci's Inquest a Vancouver, C.B l'any 1998. És coneguda per al seu paper a Destinació final 2 l'any 2003.

## Filmografia
| Any          | Títol                                  | Paper                            |
| ------------ | -------------------------------------- | -------------------------------- |
| 1998         | Breaker High                           | Yvette                           |
| 1998         | Three                                  | Eve                              |
| 1998         | First Wave                             | Nicole                           |
| 1998         | The Net                                | Nadine                           |
| 1998         | The New Addams Family                  | Consuela                         |
| 1998         | Millennium                             | Lhasa                            |
| 1997–1999    | Viper                                  | Charmine Grimes                  |
| 1999         | Night Man                              | Angel                            |
| 1999         | Beggars and Choosers                   | Audrey Malone                    |
| 1999         | Double Jeopardy                        | Mujer de negocios en la boutique |
| 1999         | Seven Days                             | Claire                           |
| 2000         | Duets                                  | Shelia                           |
| 2001         | Strange Frequency                      | Kim                              |
| 2001         | Out of Line                            | Clarie Carol                     |
| 2001         | Mata'm després (Kill Me Later)         | Heather                          |
| 2002         | 40 Days and 40 Nights                  | Mandy                            |
| 2002         | Blackwoods                             | Dawn/Molly                       |
| 2002         | Dark Angel                             | Rain                             |
| 2003         | Final Destination 2                    | Kat Jennings                     |
| 2003         | A Problem with Fear                    | Vicky                            |
| 2003         | Mob Princess                           | Patti                            |
| 2003         | Jake 2.0                               | Dra. Diane Hughes                |
| 2002–2005    | Da Vinci's Inquest                     | Jackie                           |
| 2005         | The 4400                               | Alison Driscoll                  |
| 2005         | White Noise                            | Mirabelle Keegan                 |
| 2006         | Stargate SG-1                          | Dra. Redden                      |
| 2006         | Chaos                                  | Marine Rollins                   |
| 2006         | The Net 2.0                            | Z.Z.                             |
| 2006         | Dark Storm                             | Sam                              |
| 2006         | Her Fatal Flaw                         | Brooke                           |
| 2006         | The Perfect Suspect                    | Erin                             |
| 2006         | Supernatural                           | Karen Giles                      |
| 2006         | Psych                                  | Priscilla Osterman               |
| 2007         | Numb                                   | Infermera                        |
| 2008         | The Women                              | Dolly Dupuyster                  |
| 2009         | Supernatural                           | Sera Siege                       |
| 2009         | The Building                           | Lily                             |
| 2007–2009    | Battlestar Galactica                   | Jeanne                           |
| 2009         | My Little Pony: Twinkle Wish Adventure | Whimsey (veu)                    |
| 2010         | Smokin' Aces 2: Assassins' Ball        | Vicky Salerno                    |
| 2010         | Life Unexpected                        | Jenny                            |
| 2010         | Eureka                                 | Dra. Viccelli                    |
| 2011         | V                                      | Eileen Rounick                   |
| 2012         | The Company You Keep                   |                                  |
| 2011-present | Once Upon a Time                       | Fada Blava/Mare Superiora        |
| 2013         | Bates Motel                            | Senyoreta Waston                 |
| 2015         | Descendants                            | Bella                            |